# Kim Kuk-young
Dans ce nom, le nom de famille précède le nom personnel.
Kim Kuk-young (en coréen 김국영, parfois Kim Gook-young, né le 19 avril 1991 à Anyang) est un athlète sud-coréen, spécialiste du sprint et du relais.

## Carrière
Son record, également record national, est de 10 s 23, obtenu à Daegu le 7 juin 2010 (vent + 2,0 m/s). Ce record datait de 1979. Champion national sur 100 et 200 m en 2011. Il détient le record de Corée du Sud, battu à deux reprises dans la même journée en 39 s 04 à Jiaxing en mai 2011.
Champion sud-coréen junior en 2008, il a participé aux 13es Championnats du monde junior à Moncton (demi-finaliste). La même année 2010, il est demi-finaliste aux Jeux asiatiques 2010 et l'année suivante aux Championnats d'Asie. Il est disqualifié pour avoir bougé sur les starters lors du tour préliminaire du 100 m aux Championnats du monde de Daegu, devant son public. Il se rattrape en permettant à nouveau à l'équipe sud-coréenne de battre son récent record national sur relais 4 × 100, en demi-finale des Championnats du monde d'athlétisme 2011, en descendant pour la première fois sous les 39 s. Le temps est de 38 s 94 qui leur permet d'être cinquièmes avec l'équipe de relais suivante : Yeo Ho-suah, Cho Kyu-won, Kim Kuk-young et Lim Hee-nam. Le 9 juillet 2015, il bat son propre record de Corée en 10 s 16 lors de l'Universiade à Gwangju, ce qui lui donne le minima pour les Jeux olympiques de Rio.
Le 27 juin 2017, il bat son record national sur 100 m en 10 s 07 (+0.8 m/s) à Jeongseon-eup, alors qu'il venait de le porter à 10 s 13 peu avant dans la même ville de montagne.
Le 22 avril 2019, il se qualifie en 10 s 25 pour la finale du 100 m lors des Championnats d’Asie à Doha où il termine 6e et dernier.

## Palmarès
| Date | Compétition         | Lieu      | Résultat | Épreuve   | Temps   |
| ---- | ------------------- | --------- | -------- | --------- | ------- |
| 2009 | Championnats d'Asie | Guangzhou | 6e       | 4 x 100 m | 39 s 86 |
| 2011 | Championnats d'Asie | Kobe      | 6e       | 4 x 100 m | 39 s 85 |
| 2013 | Championnats d'Asie | Pune      | 4e       | 4 x 100 m | 39 s 18 |
| 2015 | Universiade         | Gwangju   | 6e       | 100 m     | 10 s 31 |
| 2018 | Jeux asiatiques     | Jakarta   | 8e       | 100 m     | 10 s 26 |
| 2018 | Jeux asiatiques     | Jakarta   | 4e       | 200 m     | 20 s 59 |
| 2018 | Jeux asiatiques     | Jakarta   | 5e       | 4 x 100 m | 39 s 10 |
| 2019 | Championnats d'Asie | Doha      | 6e       | 100 m     | 26 s 22 |
| 2023 | Jeux asiatiques     | Hangzhou  | 3e       | 4 x 100 m | 38 s 74 |

## Records
| Épreuve | Temps        | Lieu          | Date            |
| ------- | ------------ | ------------- | --------------- |
| 60 m    | 6 s 82       | Daegu         | 26 février 2015 |
| 100 m   | 10 s 07 (NR) | Jeongseon-eup | 27 juin 2017    |
| 200 m   | 20 s 51      | Jeongseon-eup | 28 juin 2018    |